# Castelo de Castelnau-Montratier

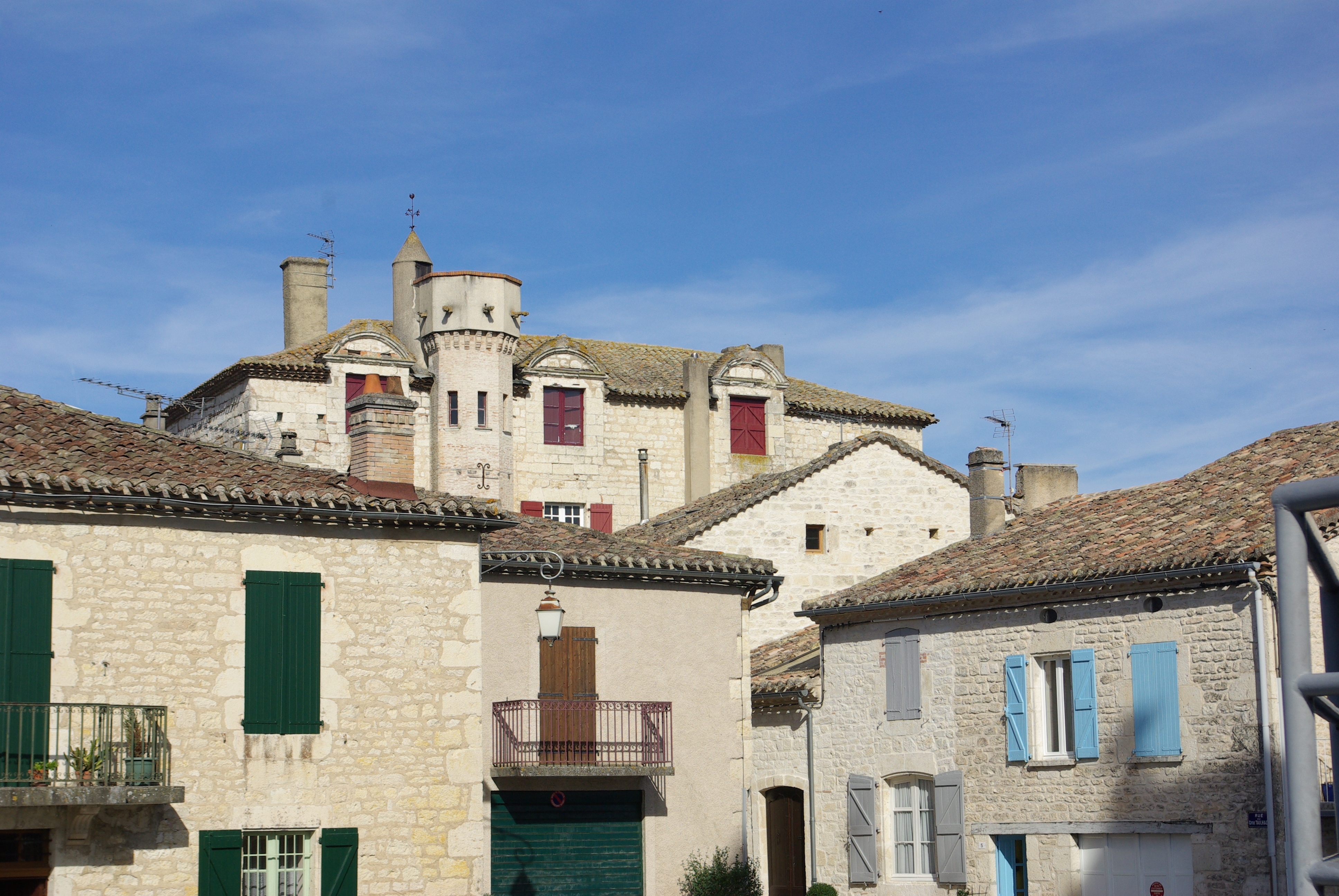

O Château de Castelnau-Montratier foi originalmente um castelo do século XIII na comuna de Castelnau-Montratier no departamento de Lot, na França.
O castelo tem fachada do século XIII, construída em pedra e na qual se encontram três janelas duplas, cada uma rematada por um arco assente sobre um capitel esculpido.
O castelo é propriedade privada. Está classificado desde 1924 como um monumento histórico pelo Ministério da Cultura da França.